# Erich Blach
Erich Blach (* 16. April 1907 in Güstrow; † 2. Juni 1979 in Rostock) war ein deutscher Schriftsteller.

## Leben
Blach war zunächst Mitglied der Sozialistischen Arbeiterjugend, seit 1926 des Kommunistischen Jugendverbandes Deutschlands (KJVD). Er schrieb für KJVD-Agitpropgruppen und von 1920 bis 1933 für die Volkswacht, das Organ der Kommunistischen Partei Deutschlands für den Bezirk Mecklenburg-Schwerin, Mecklenburg-Strelitz und Lübeck. Seine Gedichte und Erzählungen in dem Blatt unterzeichnete er mit E.B. Am 16. Oktober 1931 erschien in der Volkswacht sein hymnisches Gedicht „Sowjetrußland“. Nach 1933 wurde er in Güstrow von den Nationalsozialisten drangsaliert, erlebte Haussuchung und Vernichtung seiner Manuskripte und wurde mit Schreibverbot belegt.
Nach Angaben des Schriftstellers Friedrich Griese wurde Blach „in die Rüstungsfabrik der Stadt gesteckt“. In einem seiner Erinnerungsbücher schreibt Griese, er habe dessen Los mit Hilfe eines „Schweriner Freundes“ erleichtern und Blach „dort heraus und als Schreiber in das Rathaus“ bringen können. Nach Kriegsbeginn sei Blach von der Wehrmacht eingezogen und „als Sanitäter an der Front“ eingesetzt worden. Blach geriet in Kriegsgefangenschaft und besuchte eine Antifa-Schule in der Sowjetunion. 1942 und 1943 veröffentlichten die vom Nationalsozialistischen Schulungsverein Schwerin herausgegebenen Mecklenburgischen Monatshefte von Blach einen Brief („Lieber Heinz!“), das Gedicht „Schwester“, den Bericht „Abendstunden eines Soldaten mit Büchern“ und das Gedicht „Der Tag beginnt“.
Nach der Rückkehr nach Mecklenburg übernahm Blach kulturpolitische Tätigkeiten, wurde Bezirkstagsabgeordneter des Kulturbundes und begann ein Studium am Institut für Literatur „Johannes R. Becher“ in Leipzig. In späteren Jahren war er als Archivar im Rostocker FDGB-Bezirksvorstand und als Heimerzieher im Rostocker Wohnungsbaukombinat tätig.

## Werke
- „Der Mensch lebt nicht vom Brot allein.“ Drama. Aufführung 1952 in Rostock.
- „Sturmflut.“ Drama. Aufführung 1955 in Berlin.
- „Die Bernsteinbrigade.“ (Jugendstück über Bauarbeiterlehrlinge). UA 1972 im Theater der Freundschaft Berlin
- „Das Haus an der Wallmauer.“ Autobiographischer Roman. Berlin, 1964.